# Valentin Konovalov
Valentin Olegovitch Konovalov (en russe : Валенти́н Оле́гович Конова́лов), né le 30 novembre 1987 à Okhotsk (kraï de Khabarovsk, RSFSR, URSS) est un homme politique russe qui est à la tête de la Khakassie depuis 2018. Il était un homme politique local avant d'assumer ses fonctions régionales.
Membre du Parti communiste, il a été soutenu par le parti de droite LDPR dans sa tentative réussie de renverser le chef sortant Viktor Zimine du parti au pouvoir Russie unie soulignant une montée du sentiment contestataire dans le pays en 2018 Les efforts coordonnés pour l’empêcher de remporter le second tour ont attiré l’attention nationale, une situation similaire s’étant produite lors de sa réélection réussie en 2023. Konovalov a décrit la lutte contre la corruption comme l'objectif principal de son mandat de gouverneur.

## Biographie

### Origines et études
Valentin Olegovtich Konovalov est né à Okhotsk (kraï de Khabarovsk) dans une famille d'ingénieurs. Avec ses parents, il a déménagé à Norilsk, où en 2005 il a obtenu une médaille d'argent au gymasium n ° 5, après quoi il est entré à l'Université d'État khakasse à la Faculté de droit. Pour acquérir une expérience juridique, pendant ses études, il a assisté aux audiences du tribunal,.
En 2007, il rejoint le Parti communiste de la fédération de Russie. En 2009, il rejoint le Komsomol et jusqu'en 2012, il est premier secrétaire de la branche khakasse du Komsomol. Depuis 2010, il est membre du Bureau du Comité de la branche régionale de Khakassie du KPRF. Il est diplômé de l'université avec distinction en 2010 avec un diplôme en droit public. Il a poursuivi ses études de troisième cycle dans la spécialité « Théorie et histoire de l'État et du droit ; histoire des doctrines juridiques ».

### Carrière politique
Il a travaillé à partir de 2011 comme conseiller juridique au journal « Pravda Khakasii », chef du service juridique du KPRF. De 2011 à 2013, il était membre de la Commission électorale de la république de Khakassie avec droit de vote décisif, de 2013 à 2018, il a été député du conseil municipal d'Abakan. En 2014, il a été élu premier secrétaire du Comité de la branche locale d'Abakan du KPRF.
Il est devenu à partir de 2015 deuxième secrétaire de la branche Khakasse du KPRF. En mars 2018, il est élu premier secrétaire du Comité de la branche régionale khakasse du KPRF. Du 9 septembre au 28 novembre 2018, il a été député du Conseil suprême de la république de Khakassie. Il a démissionné prématurément de son poste de député après avoir été élu au poste de chef de Khakassie en novembre 2018, grâce a une rare vague de contestation.
Depuis le 15 novembre 2018, il occupste le poste de chef de la république de Khakassie - président du Gouvernement de la république de Khakassie. Il a été élu chef de la république pour un mandat de cinq ans. Aux élections suivantes du 8 au 10 septembre 2023, il obtient plus de 64 % des voix et a ainsi conservé son poste de président du gouvernement de la république de Khakassie,, alors que le candidat de Russie unie avait abandonné quelques jours avant l'élection pour éviter une défaite humiliante,.

## Sanctions
Le 24 février 2023, le département d'État américain a inscrit Konovalov sur la liste des sanctions des personnes impliquées dans « la mise en œuvre d'opérations russes et l'agression contre l'Ukraine, ainsi que la gestion illégale des territoires ukrainiens occupés dans l'intérêt de la Fédération de Russie ».  , notamment pour « la conscription de citoyens à la guerre en Ukraine »,.
Le 1er avril 2023, il a été inscrit sur la liste des sanctions de l’Ukraine pour « soutenir/encourager/approuver publiquement les politiques de la Fédération de Russie visant à mener des opérations militaires et le génocide de la population civile en Ukraine »,.